# شين سكانيل
شين سكانيل (بالإنجليزية: Sean Scannell) (19 سبتمبر 1990 في المملكة المتحدة - ) هو لاعب كرة قدم بريطاني في مركزي جناح ‏ والهجوم. شارك مع منتخب جمهورية أيرلندا تحت 17 سنة لكرة القدم ومنتخب جمهورية أيرلندا تحت 18 سنة لكرة القدم ومنتخب جمهورية أيرلندا تحت 19 سنة لكرة القدم ومنتخب جمهورية أيرلندا تحت 21 سنة لكرة القدم وRepublic of Ireland national football B team ‏. أما مع النوادي، فقد لعب مع كريستال بالاس وهدرسفيلد تاون.

## وصلات خارجية
- شين سكانيل على موقع قاعدة بيانات كرة القدم.إي يو (الإنجليزية)
- شين سكانيل على موقع Soccerbase.com (لاعب) (الإنجليزية)
- شين سكانيل على موقع Soccerway.com (الإنجليزية)